# Athit Berg
Athit Berg (Oslo, 11 de enero de 1998) es un futbolista noruego, nacionalizado tailandés, que juega en la demarcación de delantero para el Nakhon Pathom United FC de la Liga de Tailandia.

## Selección nacional
Hizo su debut con la selección de fútbol de Tailandia el 12 de octubre de 2023 en un partido amistoso contra Georgia que finalizó con un resultado de 8-0 a favor del combinado georgiano tras los goles de Luka Lochoshvili, Khvicha Kvaratskhelia, un doblete de Zuriko Davitashvili y cuatro goles de Georges Mikautadze.

## Clubes
| Club                    | País      | Año       | Partidos | Goles |
| ----------------------- | --------- | --------- | -------- | ----- |
| Stabæk IF 2             | Noruega   | 2015-2016 | 29       | 0     |
| Bærum SK                | Noruega   | 2017      | 2        | 0     |
| Lyn Fotball             | Noruega   | 2017-2018 | 7        | 0     |
| IF Ready                | Noruega   | 2018-2019 | 18       | 1     |
| Nakhon Pathom United FC | Tailandia | 2022-     | 61       | 13    |